# José Emygdio de Oliveira
José Emygdio de Oliveira (Teresina, Piauí, 23 de fevereiro de 1917 - 24 de janeiro de 1977) foi procurador-geral dos extintos Distrito Federal e estado da Guanabara.

## Biografia
Cursou direito na Faculdade Nacional de Direito da Universidade do Brasil, atual UFRJ. Desde a época de estudante, já se destacava, recebendo o prêmio Clóvis Beviláqua por ter sido autor do melhor trabalho sobre o Código Civil. Concluiu o curso com louvor recebendo o prêmio Machado Portella e a medalha de ouro. Colou grau em 20 de dezembro de 1941 com a presença do então Presidente da República Getúlio Vargas como paraninfo.

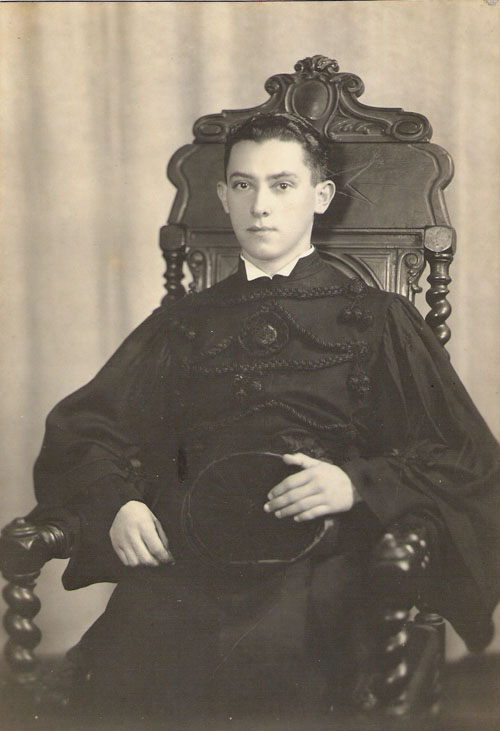
José Emygdio no dia de sua colação de grau

Foi nomeado procurador-geral do Estado pelo governador Chagas Freitas, tendo já ocupado o cargo por cinco vezes anteriormente. Sempre foi fiel a toda alta tradição de serviços prestados pela Procuradoria à coletividade. É considerado uma das mais importantes e extraordinárias figuras que atuaram na Procuradoria Geral dos extintos Distrito Federal e estado da Guanabara.
Faleceu subitamente, aos 59 anos, enquanto trabalhava em sua sala na sede da Procuradoria, deixando esposa e quatro filhos.
Após seu falecimento, foi fundada a Escola Municipal José Emygdio de Oliveira, em Osvaldo Cruz, bairro da Zona Norte do Rio de Janeiro, e uma das salas da Procuradoria Geral do Estado do Rio de Janeiro recebeu seu nome.

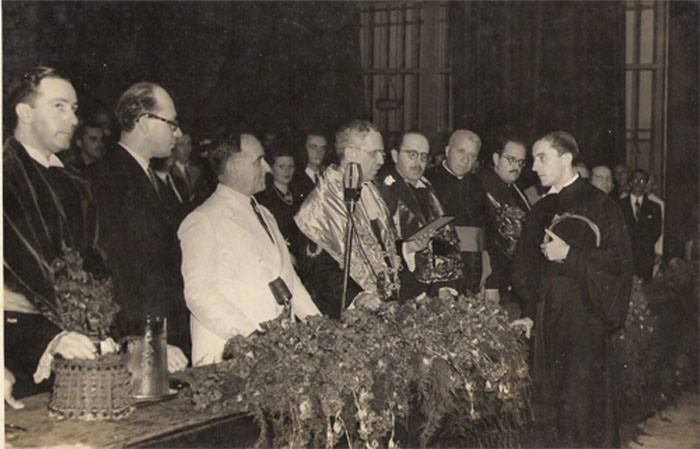
José Emygdio indo receber o diploma, com a presença de Getúlio Vargas

## Outros Feitos
- Assistente na cadeira de Direito Romano, na PUC
- Foi secretário do Conselho Nacional do Trabalho
- Fundou a Revista do Direito
- Instituiu o concurso para Procuradores do Estado do Rio de Janeiro
- Reestruturou a Procuradoria Geral do Estado do Rio de Janeiro
- Minutou a Lei Santiago Dantas